# ماوس (کتاب)
ماوس (انگلیسی: Maus؛ این کلمه در آلمانی به معنای موش‌ است) یک رمان گرافیکی از کارتونیست آمریکایی آرت اسپیگلمن است که بین سال‌های ۱۹۸۰ تا ۱۹۹۱ منتشر شد. این کتاب مجموعه مصاحبه‌های وی با پدرش است که یک یهودی لهستانی و بازمانده هولوکاست بود. ماوس از تکنیک‌های پسامدرنیسم استفاده می‌کند و یهودیان را به شکل موش و دیگر آلمانی‌ها را به شکل گربه و لهستانی‌ها را به شکل خوک به تصویر می‌کشد. به خاطر نحوه خاص بیان در این کتاب، ماوس یک «شرح حال»، «خودنوشته»، «داستان» و «کتاب تاریخی» شمارده می‌شود. ماوس در سال ۱۹۹۲ برنده جایزه پولیتزر شد.
داستان کتاب در نیویورک در سال ۱۹۷۸ شروع می‌شود که نویسنده با پدرش در مورد هولوکاست صحبت می‌کند و پدرش ماوقع آخرین سال‌های قبل از جنگ جهانی دوم تا آزاد شدنشان از اردوگاه‌های کار اجباری آلمان نازی را شرح می‌دهد.